# Horst Wenner
Horst Wenner (* 10. Januar 1923 in Münster; † 2. März 1987 in Rheinbach) war ein Generalleutnant des Heeres der Bundeswehr und zuletzt Amtschef des Heeresamtes in Köln.

## Militärische Laufbahn
Horst Wenner trat 1941 nach dem Abitur als Offizieranwärter in die Wehrmacht ein und wurde 1944 zum Oberleutnant befördert. In der Wehrmacht war er in Russland als Zugführer und Kompaniechef eingesetzt. Zum Kriegsende geriet er als Lehrer an einer Fahnenjunkerschule in sowjetische Kriegsgefangenschaft, aus welcher er im Oktober 1953 nach Deutschland zurückkehrte.
Er begann ein Studium der Volkswirtschaft in Bonn und trat 1954 in den Bundesgrenzschutz. 1956 wechselte er aus diesem in die Bundeswehr und wurde Kompaniechef der Stabskompanie der 2. Division. Später belegte er einen Generalstabslehrgang an der Führungsakademie der Bundeswehr in Hamburg und war danach erst G 4 in einer Panzergrenadierbrigade und später G 3 in der 7. Panzergrenadierdivision. Als Kommandeur übernahm er das Panzergrenadierbataillon 131 in Wetzlar. Als Hilfsreferent wechselte er in den Führungsstab der Streitkräfte. Zum 1. April 1970 wurde Wenner Kommandeur der Panzergrenadierbrigade 17 in Hamburg. Am 1. April 1971 wurde er zum Brigadegeneral befördert. Zum 1. November 1972 folgte ihm Gerwin Schröder nach und Wenner wechselte nach Münster als Chef des Stabes des I. Korps. Am 27. September 1975 übernahm er das Kommando über die 5. Panzerdivision von seinem Vorgänger Kurt von der Osten. In der Verwendung als Divisionskommandeur, die Wenner bis zum 30. September 1979 innehatte, wurde der zum Generalmajor befördert. Anschließend war er als Generalleutnant bis zum 31. März 1983 Amtschef des Heeresamtes. Danach wurde Wenner in den Ruhestand versetzt.